# Barbronia weberi
Barbronia weberi är en ringmaskart som först beskrevs av Blanchard 1897.  Barbronia weberi ingår i släktet Barbronia och familjen Salifidae. Inga underarter finns listade i Catalogue of Life.